# 基利波
基利波（希伯來語：‎）是以色列北部耶斯列山谷上方的一座山脉。这座山脉沿着西岸的撒玛利亚高地边缘和贝特谢安山谷，从东南向西北延伸。“绿线”穿过基利波山。这一地区在希伯来圣经中提及（基利波战役）。
每年初春，鸢尾花开遍山野，来自以色列各地的游客前来观赏这种紫色花卉。
在山上有2个宗教基布兹：马阿莱吉勒博阿（Ma'ale Gilboa）和Merav，以扫罗的一个女儿命名，以及Malkishua戒毒中心。在马阿莱吉勒博阿有一所犹太教经学院。市政主要由基利波地区委员会管理，虽然2座村庄都属于贝特谢安山谷地区委员会。 
以色列政府计划在山上兴建一个新的社区，米甲以扫罗的另一个女儿米甲（Michal）命名。不过，环境主义者和其他居民激烈反对这一项目，担心米甲村会毁坏更多的绿色空间，以及威胁这一地区独有的鸢尾花。还有人质疑现有村庄正在试图吸引新居民时是否有必要建新村庄。
美国的一些城镇也以基利波命名。
32°26′02″N 35°24′52″E / 32.43389°N 35.41444°E